# 수마트라갯첨서
수마트라갯첨서(Chimarrogale sumatrana)는 땃쥐과 붉은이땃쥐류에 속하는 포유류의 일종이다. 인도네시아 수마트라섬 서부의 포당 고지대에서만 발견된다. 서식지 감소와 제한된 분포 지역때문에 멸종 위급종으로 분류되고 있다.